# Friedrich Werner von der Schulenburg
Friedrich Werner von der Schulenburg, född den 20 november 1875 i Kemberg, död den 10 november 1944 i Berlin-Plötzensee, var en tysk greve och diplomat. 
von der Schulenburg utsågs 1934 till Tysklands ambassadör i Sovjetunionen och verkade för en allians mellan de båda länderna, vilket blev verklighet i och med Molotov–Ribbentrop-pakten 1939. Under andra världskriget var han chef för Rysslandsavdelningen inom Auswärtiges Amt. Senare kom han i kontakt med kretsen kring Carl Friedrich Goerdeler och motståndet mot Adolf Hitler. Efter 20 juli-attentatet 1944 var det meningen att von der Schulenburg skulle överta posten som tysk utrikesminister. Attentatet mot Hitler misslyckades och kuppen kvästes; von der Schulenburg greps och ställdes inför rätta inför Folkdomstolen. Han dömdes till döden för högförräderi och avrättades genom hängning i Plötzenseefängelset.